# Israel Vázquez
Israel Vázquez (* 25. Dezember 1977 in Mexiko-Stadt, Mexiko als Israel Vázquez Castañeda; † 2. Dezember 2024 in Los Angeles) war ein mexikanischer Profiboxer, der von 1995 bis 2010 aktiv war. Er wurde im März 2004 IBF-Weltmeister im Superbantamgewicht und verteidigte den Titel zweimal, ehe er im Dezember 2005 den WBC-Weltmeistertitel erkämpfte und ebenfalls zweimal verteidigte. Im August 2007 wurde er erneut WBC-Weltmeister im Superbantamgewicht und blieb dies bis zum Niederlagen des Titels im Dezember 2008.
Seine vier Kämpfe gegen Rafael Márquez gelten als Rivalitätsklassiker, welche 2010 von ESPN als unterhaltsamste Kampfserie der jüngeren Boxgeschichte bezeichnet wurden. Zwei der Kämpfe wurden jeweils zum Ring Magazine Kampf des Jahres gewählt.

## Boxkarriere
Israel Vázquez wurde unter anderem von Freddie Roach, Manny Robles und Rudy Pérez trainiert. Sein Manager war ab 1998 Frank Espinoza. Er gab sein Profidebüt am 29. März 1995 und bestritt seine ersten 16 Kämpfe in Mexiko, ehe er von Frank Espinoza in die USA geholt wurde. In seiner Heimat hatte er unter anderem zweimal Saúl Briseño, der einen Sieg gegen Victor Rabanales vorzuweisen hatte, sowie Erik Lopez, einen WBC-Herausforderer von Masamori Tokuyama, jeweils vorzeitig besiegt. Zudem schlug er den zweifachen WBC-Weltmeister Óscar Larios durch KO in der ersten Runde.
Seine erste Niederlage auf US-Boden erlitt er im März 1999 beim Kampf um den Nordamerikatitel der NABO durch geteilte Punktentscheidung gegen Marcos Licona. Ihm gelangen jedoch auch Siege gegen die WM-Herausforderer Hector Velázquez, Eddy Saenz, Ever Beleno und Osvaldo Guerrero. Im Januar 2001 gewann er den Nordamerikatitel der NABF.
Im Mai 2002 unterlag er beim Kampf um die Interims-WM der WBC im Superbantamgewicht durch TKO in der zwölften Runde gegen Óscar Larios, den er im April 1997 noch selbst vorzeitig besiegt hatte. Durch einen Sieg gegen den ehemaligen Doppelweltmeister Jorge Julio erkämpfte er sich eine erneute WM-Chance und schlug am 25. März 2004 José Valbuena beim Kampf um den vakanten IBF-Titel im Superbantamgewicht durch TKO in Runde 12. Valbuena war bereits im September 2000 WBO-Herausforderer von Marco Barrera.
Im Dezember 2004 verteidigte er den Titel durch TKO gegen den bis dahin ungeschlagenen Armenier Artjom Simonjan und im Mai 2005 einstimmig gegen seinen Landsmann Armando Guerrero. Im Anschluss legte er seinen IBF-Titel nieder, um in einem dritten Duell gegen Óscar Larios anzutreten, welcher inzwischen regulärer WBC-Weltmeister im Superbantamgewicht geworden war. Vázquez entthronte seinen Kontrahenten am 3. Dezember 2005 durch TKO in der dritten Runde und wurde im Anschluss auch vom Ring Magazine auf Platz 1 der Weltrangliste geführt. 2006 verteidigte er den Titel jeweils vorzeitig gegen Iván Hernández und Jhonny González.
Den Titel verlor er in der dritten Verteidigung am 3. März 2007 durch TKO in der siebenten Runde an Rafael Márquez, nachdem Vázquez den Kampf aufgrund eines Nasenbeinbruchs und Atemproblemen nach der siebenten Runde aufgeben musste. In der dritten Runde war ihm ein Niederschlag gegen Márquez gelungen. Den Rückkampf am 4. August 2007 bezeichnete Vázquez später als den bedeutendsten Sieg seiner Karriere. Trotz Cutverletzungen über beiden Augen gewann er durch TKO in der sechsten Runde, nachdem Márquez aufgrund eines Niederschlages und schweren Treffern vom Ringrichter stehend aus dem Kampf genommen wurde. Durch den Sieg, welcher zum Ring Magazine Kampf des Jahres gewählt wurde, wurde er erneut WBC-Weltmeister und erhielt wiederum die Platzierung als bester Superbantamgewichtler des Ring Magazine.
Seine erste Titelverteidigung bestritt er am 1. März 2008 im Rahmen eines direkten Rückkampfes gegen Márquez und siegte knapp durch geteilte Punktentscheidung (111:114, 113:112, 114:111). In dem schlagstarken Kampf ging Vázquez in der vierten Runde zu Boden, während Márquez in Runde 12 angezählt wurde. Zusammen mit einem Punktabzug gegen Márquez aufgrund von Tiefschlägen kam das knappe Urteil zugunsten von Vázquez zustande. Der Kampf wurde erneut vom Ring Magazine und auch der BWAA zum Kampf des Jahres gewählt.
Im Dezember 2008 legte er seinen Titel nieder und bestritt am 22. Mai 2010 einen vierten Kampf gegen Márquez, den er durch KO in der dritten Runde verlor. Im Anschluss beendete er seine Karriere aufgrund inzwischen deutlich gewordener gesundheitlicher Probleme.

## Weiteres
Er war seit 2002 verheiratet und Vater von drei Kindern. Die Familie lebte in Huntington Park, Kalifornien. Vázquez hatte im Laufe seiner Boxkarriere zahlreiche Verletzungen davongetragen, darunter einen massiven Nasenbeinbruch, eine Netzhautablösung, die zur Erblindung im rechten Auge führte, sowie bleibende Narben im Gesicht. Kurz nach seinem Karriereende wurde zudem Systemische Sklerose diagnostiziert, welche eine dauerhafte Behandlung erforderte. Sein Einkommen sicherte er sich als Inhaber eines Boxclubs (Magnifico Boxing Gym) in South Gate und als Boxanalyst beim TV-Sender LATV. Am 3. Dezember 2024 starb Vázquez an den Folgen einer Krebserkrankung im Alter von 46 Jahren.